# Давид (Мотюк)
Дави́д Мотю́к (нар. 13 січня 1962, Вегревіль, Альберта, Канада) — церковний діяч, єпископ-помічник Вінніпезької Митрополії УГКЦ, з 2007 — єпископ Едмонтонської єпархії УГКЦ.

## Біографія
Народився 13 січня 1962 року у Вегревілі у родині Івана та Ольги Мотюків. Закінчивши Вегревільську загальноосвітню школу в 1980, вступив у Альбертський університет в Едмонтоні; переведений на навчання інформатики у 1982, здобув спеціальність у сфері бізнесу. З 1984 до 1987 поповнював зняння в Університеті св. Павла в Оттаві і завершив бакалавратом із богослов'я, а в 1988 — бакалавратом з канонічного права. У 1989 здобув ліцензіат з канонічного права в Університеті Святого Павла в Римі; згодом здобув ступінь магістра канонічного права в Університеті св. Павла в Оттаві.
21 серпня 1988 року був Давид Мотюк рукопокладений на ієрея єпископом едмонтонським Дмитром Ґрещуком. З 1989 по 1993 — адміністратор парафій Святого Духа в Дарлінгу, Святого Петра і Павла в Дрейтон-Веллі та Святого Духа в Едісоні, одночасно обіймаючи посади канцлера та судового вікарія Едмонтонської єпархії і будучи членом Колегії радників (до 1996). Протягом 1993—96 — помічник судового вікарія, економ Едмонтонської єпархії. З 1994 до 1996 — сотрудник Катедрального храму святого Йосафата в Едмонтоні.
У 1996 захистив докторат з канонічного права у Папському східному інституті в Римі та викладав богослов'я і канонічне право, і в Університеті Св. Павла, і в Інституті Митрополита Андрея Шептицького в Оттаві; того ж року став ректором Семінарії Святого Духа в Оттаві.
З 1997 до 2002 — радник Єпископської комісії з канонічного права і міжобрядових справ Конференції Католицьких Єпископів Канади. Протягом 1998 працював суддею Канадського апеляційного трибуналу, у 2002 — канонічним радником.
У 2002 призначений парохом церкви Святої Софії у Шервуд-Парку, Альберта.
5 квітня 2002 іменований єпископом Української греко-католицької церкви з титулом місцевого єпископського престолу Матари в Нумідії і призначений єпископом-помічником для Вінніпезької архієпархії. Хіротонія відбулася 11 червня 2002: головний святитель — Верховний Архієпископ Любомир Гузар, співсвятителі — митрополит Михаїл Бздель та єпископ Лаврентій Гуцуляк.
25 січня 2007 призначений єпископом Едмонтонської епархії; інсталяція на престол відбулася 24 березня 2007.